# Alcis turanica
Alcis turanica är en fjärilsart som beskrevs av Gustav Fridolin Albers 1949. Alcis turanica ingår i släktet Alcis och familjen mätare. Inga underarter finns listade i Catalogue of Life.